# Grosz praski

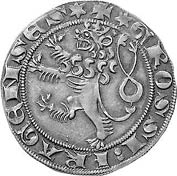
Grosz praski Wacława II, rewers

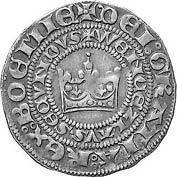
Grosz praski Wacława II, awers

Grosz praski (łac. grossus pragenses, cz. pražský groš) – srebrna moneta czeska wprowadzona przez Wacława II w 1300 r. Była bita do 1547 r. Stała się najpopularniejszą monetą obiegową i przeliczeniową w średniowiecznej, środkowej Europie. W Polsce nazywany również groszem czeskim lub groszem szerokim.

## Historia
Podstawą jej znaczenia były zasobne złoża srebra w Kutnej Horze, które pozwalały na bicie do kilkunastu milionów groszy rocznie na podstawie przywileju wystawionego przez Wacława II. Nazwa grosz praski wywodzi się nie od miejsca bicia monety, którym była Kutná Hora, lecz od praskiej grzywny, na której oparta była reforma monetarna Wacława.
Żaden inny kraj regionu nie mógł sobie pozwolić na utrzymanie wartości grosza zbliżonej do grosza praskiego. Próba Kazimierza Wielkiego z groszem krakowskim nie udała się. Małe zasoby srebra w Polsce powodowały, że koszt bicia groszy był wyższy niż możliwa do osiągnięcia wartość rynkowa, którą narzucał grosz praski.
W XIV wieku grosz praski opanował rynek pieniężny Śląska, Królestwa Polskiego i Mazowsza. W XV w. zdominował również Litwę. Zdarzają się odkrycia skarbów groszy praskich, liczące kilka tysięcy sztuk tych monet.
Również grosz praski ulegał dewaluacji. Waga grosza wynosiła 3,78 g, co odpowiadało 12 denarom małym i stanowiło 1/60 obrachunkowej jednostki – kopy. Początkowo zawierał 3,527 g czystego srebra, sto lat później już tylko ok. 2 g, a na początku XVI w. 1,255 g. Nie zmienił się natomiast nigdy typ grosza praskiego. Na awersie była korona z podwójnym otokowym napisem zawierającym imiona emitentów (królów czeskich) i ich tytuł. W przypadku Władysława Jagiellończyka: WLADISLAVS SECVNDVS DEI GRATIA REX BOEMIE. Na rewersie znajdował się czeski lew otoczony napisem GROSSI PRAGENSES.

## Przykładowe transakcje
W XIV i XV w. wół kosztował w Polsce ok. 30 groszy praskich, koń ok. 300 groszy praskich, buty chłopskie 4 grosze, baran 8 groszy, łuk 8 groszy, kusza 60-120 groszy, pełna zbroja płytowa 475 groszy, kura 1 grosz, 1/2 achtela, czyli pół beczułki piwa – 8 groszy, najtańsza przyłbica 144 grosze, miecz do 70 groszy, sztylet 8 groszy. Jeden łan ziemi w Pyzdrach kupowano za 192 grosze, a kram w Przemyślu – za 960 groszy. Biblia kosztowała 30 grzywien krakowskich, czyli 1440 groszy praskich. Grzywna krakowska to oprócz miary wagi również jednostka obliczeniowa równa 48 groszom.
Kazimierz Wielki zapłacił w 1335 r. Janowi Luksemburskiemu 20 000 kop (1 200 000) groszy praskich za zrzeczenie się praw do tronu polskiego i zwierzchnictwa nad Mazowszem, rezygnując przy tym ze Śląska. Mieszczanie Kamieńca Podolskiego zobowiązani byli pod koniec XIV w. płacić właścicielowi dóbr 20 groszy praskich rocznie z łanu uprawianej ziemi. Za kamienicę, która stała się zaczątkiem Collegium Maius, Władysław Jagiełło zapłacił 28 800 groszy.
Za uwolnienie rycerzy walczących pod Grunwaldem po stronie krzyżaków Władysław Jagiełło zażądał 100 000 kop (6 000 000) groszy praskich. Znaczną część tej kwoty, w wysokości 37 000 kop (2 220 000) groszy, w 1412 r. król pożyczył Zygmuntowi Luksemburskiemu, biorąc tzw. zastaw spiski. Mieszkańcy Warszawy mieli, w zamian za przywileje nadane im przez księcia Janusza Starszego w 1413 r., płacić 60 kop (3600) groszy praskich rocznie. W 1427 r. Mikulasz Trčka kupił zamek Homole koło Kłodzka za 1000 kop (60 000) groszy praskich. Semen Wasilewicz Nieświcki za 300 kop (18 000) groszy praskich w 1461 r. kupił Równe. W 1514 r. kanclerz wielki koronny Krzysztof Szydłowiecki kupił od biskupstwa lubuskiego Opatów i 16 okolicznych wsi za 10 000 groszy szerokich praskich. Tanio, ale miasto i okolica były zniszczone podczas najazdu tatarskiego w 1502 r.
Transakcje te nie odbywały się realnie wyłącznie w groszach praskich, służących głównie jako przelicznik wartości. Płacono różnymi monetami, często liczonymi nie na sztuki, ale na wagę.

## Okaz numizmatyczny
W 2006 roku cena grosza praskiego z początku XIV wieku w dobrym stanie zachowania II wynosiła na rynku numizmatycznym około 250 zł